# Porto Kavkaz
Kavkaz (in russo Кавказ?) è un piccolo porto sullo stretto di Kerč' nel territorio di Krasnodar in Russia.
Il porto può ospitare navi fino a 130 metri di lunghezza, e 14,5 metri in ampiezza.
La zona sud del porto è attualmente in fase di rinnovo.